# Спешна пратка
„Спешна пратка“ (на английски: Premium Rush) е американски екшън трилър от 2012 г. на режисьора Дейвид Коуп, който е съсценарист със Джон Кампс. Във филма участват Джоузеф Гордън-Левит, Майкъл Шанън, Даня Рамирес и Джейми Чунг. Премиерата на филма е на 24 август 2012 г. от „Кълъмбия Пикчърс“.